# Brakel (Flandes Oriental)
Brakel (en viejo francés Braekel) es un municipio neerlandófona de Bélgica situada en la Región Flamenca, en la provincia de Flandes Oriental. El nombre deriva de la villa carolingia Braglo mencionada por primera vez en 866 y ubicada en el centro de Opbrakel. Desde 1970, el municipio ha comprendido los pueblos de Nederbrakel, Opbrakel, Michelbeke, Elst y Zegelsem; en 1977 se añadieron Everbeek, Parike y parte de Sint-Maria-Oudenhove.
El 1 de enero de 2019 la ciudad tenía una población de 14 801 habitantes. La zona abarca 56,46 km², lo que da una densidad demográfica de 262 habitantes por km².

## Demografía

### Evolución
Todos los datos históricos relativos al actual municipio, el siguiente gráfico refleja su evolución demográfica, incluyendo municipios después de efectuada la fusión el 1 de enero de 1977.
| Gráfica de evolución demográfica de Brakel entre 1846 y 2019 |
|                                                              |